# Ensenada Ezcurra
La ensenada Ezcurra es una ensenada que forma el brazo occidental de la bahía Almirantazgo o Lasserre, en la Isla 25 de Mayo / Rey Jorge, en las islas Shetland del Sur, Antártida.
Tiene 1,6 kilómetros de largo y 6 kilómetros de fondo en dirección oesudoeste. Las costas de la ensenada son acantiladas salvo en punta Thomas. Sus aguas son profundas y limpias. En su centro se encuentra la isla Dufayel.

## Historia y toponimia
En diciembre de 1909, fue cartografiada por la Cuarta Expedición Antártica Francesa, al mando de Jean-Baptiste Charcot, quien la denominó en honor a Pedro Ezcurra, ministro de agricultura de Argentina, que asistió a la expedición.
El lugar no era utilizado por los cazadores de focas y ballenas que frecuentaban la isla, ya que no era óptimo para anclar.

## Área protegida
Junto al resto de la bahía Almirantazgo o Lasserre, la ensenada se encuentra dentro de la Zona Antártica Especialmente Administrada (ZAEA) número 1 Bahía del Almirantazgo (Bahía Lasserre), Isla Rey Jorge (Isla 25 de Mayo)).

## Reclamaciones territoriales
Argentina incluye a la ensenada en el departamento Antártida Argentina dentro de la provincia de Tierra del Fuego, Antártida e Islas del Atlántico Sur; para Chile forma parte de la comuna Antártica de la provincia Antártica Chilena dentro de la Región de Magallanes y de la Antártica Chilena; y para el Reino Unido integra el Territorio Antártico Británico. Las tres reclamaciones están sujetas a las disposiciones del Tratado Antártico.
Nomenclatura de los países reclamantes: 
- Argentina: ensenada Ezcurra[8][9]
- Chile: ensenada Ezcurra[4]
- Reino Unido: Ezcurra Inlet[5]